# Historia Żydów w Estonii

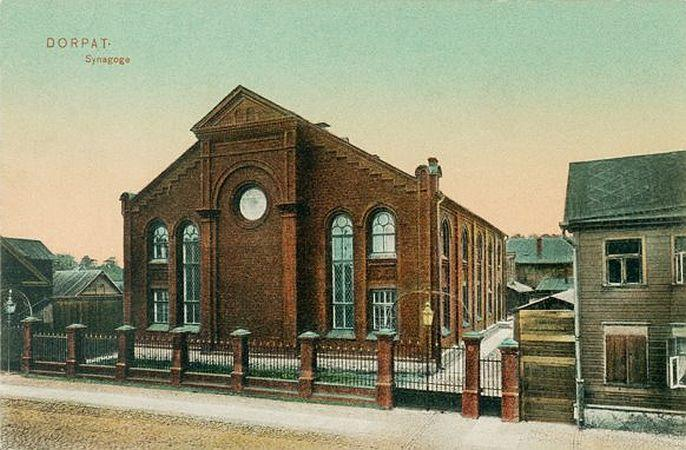
Synagoga w Tartu na starej pocztówce z początku XX wieku

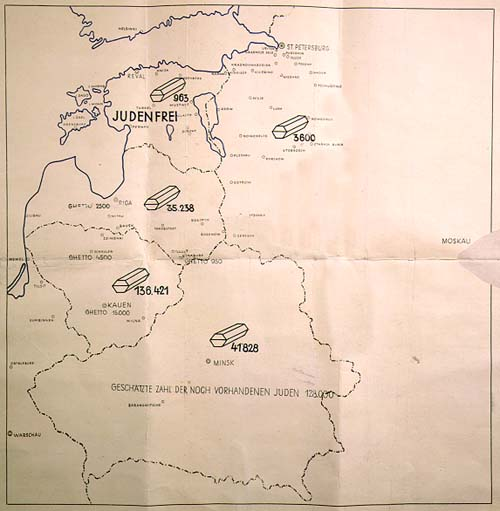
Czarne dni w historii estońskich Żydów – kraj sklasyfikowany zostaje jako teren Judenfrei na mapie raportującej ilość egzekucji przeprowadzonych przez Einsatzgruppe A

Historia Żydów w Estonii sięga XIV wieku, gdy w Tallinnie (ówczesny Rewel) osiedlili się pierwsi przedstawiciele tego narodu. Źródła podają imię lekarza Johannesa, przybyłego tu w 1333 roku z terenu Niemiec.
Wiadomo, że kilkudziesięciu Żydów zamieszkiwało na początku XVIII wieku w Dorpacie. Pewna liczba Żydów-rzemieślników żyła także w Rewelu. Wszyscy oni musieli opuścić te tereny, gdy cesarzowa Elżbieta Romanowa wydała w 1742 ukaz o wygnaniu Żydów z Imperium.
Intensywne osadnictwo żydowskie datuje jednak dopiero od 1865, gdy Aleksander II wydał ukaz umożliwiający Żydom swobodne osiedlanie się w regionie. Byli to głównie Żydzi służący w armii rosyjskiej i ich potomkowie, kupcy, rzemieślnicy i przedstawiciele inteligencji.
Pierwsza gmina żydowska powstała w 1830 roku w Tallinnie, kolejną założono w Tartu w 1866 roku. W tych miastach społeczność żydowska wzniosła również najokazalsze synagogi: w Tallinnie w 1883 roku, a w Tartu – w 1901.
Żydzi mieli też swoje domy modlitwy i cmentarze w innych miastach Estonii, stworzyli swoją sieć edukacyjną. Byli też wśród studentów Uniwersytetu w Tartu, gdzie stworzyli nawet Żydowski Klub Dramatyczny (1917). Około 200 Żydów brało udział w walkach o niepodległość Estonii, z czego około 70 było ochotnikami. W dniach 11-16 maja 1919 roku odbył się Kongres Żydów Estonii. Organizacje żydowskie szybko się rozwijały, utworzono m.in. Gimnazjum Żydowskie w Tallinnie. W 1925 roku przyjęto ustawę przyznającą mniejszościom autonomię kulturalną, z której korzystali także Żydzi. W latach 30. XX wieku 100 Żydów studiowało na Uniwersytecie w Tartu, z czego 44 studiowało prawo a 18 medycynę. W 1934 roku utworzono na uczelni Katedrę Studiów Żydowskich.
Spis ludności z 1934 wykazał, iż w Estonii zamieszkuje 4381 Żydów, co stanowiło 0,4% ludności państwa. Z tej grupy w Tallinnie mieszkało 2203 Żydów, 920 przedstawicieli tego narodu odnotowano natomiast w Tartu. 57,4% Żydów zajmowało się handlem, 30,7% pracowało w przemyśle bądź było zatrudnionych w rzemiośle, 9,9% stanowili natomiast przedstawiciele wolnych zawodów. Istniał szereg żydowskich organizacji społecznych, politycznych i sportowych. Zostały one zlikwidowane po aneksji Estonii przez Związek Radziecki.
Żydowską ludność Estonii dotknęły, podobnie jak przedstawicieli narodowości tytularnej, represje stalinowskie. 439 estońskich Żydów zostało 14 czerwca 1941 wysiedlonych (wraz z Estończykami i przedstawicielami innych narodowości) w oddalone regiony Związku Radzieckiego. Liczba wysiedlonych stanowiła 10% całej ówczesnej żydowskiej wspólnoty Estonii.
22 sierpnia 1941 niemieckie wojska rozpoczęły okupację Estonii i zajęły ją w całości na początku września. Do tego czasu około 2-3 tys. estońskich Żydów (około ⅔ żydowskiej ludności Estonii) zdołało ewakuować się w głąb ZSRR. Do końca 1942 praktycznie wszyscy pozostający na okupowanym terytorium miejscowi Żydzi zostali zgładzeni. W ten sposób Estonia stała się pierwszym państwem w Europie, w którym w pełni zrealizowano „ostateczne rozwiązanie kwestii żydowskiej”, a sama Estonia została ogłoszona jako teren Judenfrei.
Według różnych danych niemieccy okupanci ogółem zamordowali od 921 do 963 estońskich Żydów. Wojnę na terytorium Estonii przeżyło nie więcej niż 12 osób żydowskiego pochodzenia.
W drugiej połowie lat 40. do Estonii powróciło wielu Żydów spośród tych, którzy w obawie przed nadciągającymi wojskami niemieckimi ewakuowali się w odległe rejony ZSRR. Od 1956 na teren Estońskiej SRR zaczęli powracać Żydzi deportowani 14 czerwca 1941. Spis powszechny z 1959 wykazał, iż w Estonii zamieszkiwało wówczas 5500 Żydów.
Aż do 1988 Żydzi w Estonii, podobnie jak ich pobratymcy w innych republikach Związku Radzieckiego, nie posiadali żadnych organizacji ani stowarzyszeń. Nie działała ani jedna synagoga, a obrzędu sprawowane były w ubogim domu modlitewnym. Ze względu na fakt, iż władze sowieckie utrudniały Żydom dostęp do wyższych uczelni Moskwy, Kijowa i Leningradu wielu z nich wybierało studia na uczelniach wyższych Estonii, gdzie tego typu dyskryminacja nie istniała.
W marcu 1988 roku założono w Tallinnie Żydowskie Towarzystwo Kulturalne. W 1990 roku utworzono Szkołę Żydowską w Tallinnie. Po odzyskaniu przez Estonię niepodległości otwarto synagogę w Tallinnie, a w 1993 roku przyjęto ustawę przyznającą niektórym mniejszościom (w tym Żydom) autonomię kulturalną. Od 2007 roku żydowska społeczność Estonii dysponuje nową obszerną synagogą w Tallinnie.
Według danych z 2013 w Estonii zamieszkuje 1958 Żydów.